# Andronikos III Megas Komnenos
Andronikos III Megas Komnenos (Grieks: Ανδρόνικος Γ΄ Μέγας Κομνηνός) (±1310-1332) was van 1330 tot 1332 keizer van Trebizonde.

## Leven
Andronikos was een zoon van keizer Alexios II Megas Komnenos en van Djiadjak, de dochter van Becha II Jaqeli, atabeg van Samtsche. Hij kwam bij de dood van zijn vader in 1330 aan de macht en vermoordde zijn broers Michaël en Georgios. Daarmee begon een lange reeks verwoestende burgeroorlogen, waarin Trebizonde niet alleen zijn aanzien, maar ook grensgebieden en zijn economische kracht verloor. In 1332 werden de keizer en zijn minnares gestenigd. Hij werd opgevolgd door zijn onechte zoon Manuel II, die echter al na korte tijd werd vervangen door zijn oom, Andronikos' broer Basileios.